# 新田恭一
新田 恭一（にった きょういち、1898年9月24日 - 1986年1月9日）は、広島県広島市出身の野球選手（外野手、投手、捕手）・コーチ・監督、ゴルファー。

## 来歴・人物

### 学生野球
腰本寿監督率いる慶應義塾普通部でプレーし、1916年には右翼手兼2番手投手として第2回全国中等学校優勝野球大会に出場。この年の慶應普通部は完投能力のある三投手を擁し、エース・主将の山口昇は慶應義塾大学の現役レギュラー選手で、大学リーグ（当時は三大学）にも出場していた。このため山口は温存し外野を守り、1回戦から準決勝までの3試合を全て新田が先発、大丈夫と見ると新田を休ませ、リリーフでもう一人日独混血の河野元彦が投げ、相手が手強いと途中から山口が投げた。結局決勝だけ山口が先発完投して全国優勝したが、文献によっては山口は夜盲症や下痢で体調を崩していたとする物もある。近年でこそ東京勢は強いが、夏の選手権で次に東京勢が優勝するのは60年後の1976年（桜美林）となる。
1917年の第3回大会にはエース兼5番打者として出場し、新田の成長もあって各チームから極度に恐れられる優勝候補であったが、主戦捕手の負傷欠場もあって準々決勝で敗れた。
卒業後は慶應義塾大学へ進学するや否や、攻守両面の技量を買われて、投手と捕手、右翼手、中堅手を兼ねる名選手として大活躍。早慶戦の無い大正年代の歴史的戦いと言われた年一回の一高戦で1919年、6回決勝点となる三塁打を放ち名投手・内村祐之に完敗した前年の屈辱を晴らした。1920年に来日したハーバート・H・ハンターらのいたコーストリーグを主体としたアメリカの職業野球チームに、日本の第一線級投手はことごとく打ち込まれたが、新田のみが互角に渡り合い接戦を演じた。同年秋、打率.333を打ち首位打者。1921年3月13日には、芝浦球場の球場開きとして行われた早慶戦復活の前哨戦、三田倶楽部-稲門倶楽部戦で、OBに混じり慶應義塾の現役選手として出場、三田のエース兼不動の4番としてチームを勝利に導いた。この三田-稲門定期戦は、現在の巨人-阪神戦以上の人気を集めたといわれる。とりわけ慶應義塾と早稲田のエースや強打者は時代の寵児としてもてはやされ、1922年には、1910年の初来日以降、早慶相手に27戦無敗であったシカゴ大学を新田の好投で初めて破る。同年、初めて"選抜チーム"として来日した大リーグ相手にもスピットボールを武器に健闘した。慶應では小野三千麿の後のエースとなり、満州・朝鮮遠征中に関東大震災があった1923年には主将も務める等、小野、森秀雄らと慶應野球部の黄金時代を築いた。主将時代には格好の捕手がいなかったため、自らマスクをかぶり、その年入部してきた永井武雄、浜崎真二、長浜俊三ら新人投手の育成にあたった。この時、それまでの針金マスクからはじめて現在のような捕手マスクを大学で使用したといわれる。1931年発行の『六大学野球全集』では「多士済々の慶應野球部にあって第十五次主将の印綬を帯びた天才児新田恭一程器用な野球選手はいないだろう」「彼こそは正に球界の麒麟児、稀有の万能選手であった」と評している。リーグ戦通算53試合出場、189打数56安打、打率.296。

### 大学卒業後
大学卒業後はアメリカ合衆国・ニューヨークの名門デザインスクールに留学し、この時に初めてゴルフを行い、大学時代に覚えたビリヤードを現地のプロに教えるかわりにゴルフを基本から習い研究した。その後に遊学したイギリスで、日本人として初めてセント・アンドルーズでラウンドしたと言われている。帰国後は銀座七丁目の千代田生命近くにスポルディングの代理店でゴルフ用品店「新田商店」を開店し、ボビー・ジョーンズ・モデルを日本で初めて販売するなど舶来クラブ販売のパイオニアとしても知られた。また、国産ゴルフボール製造の始まりに「これから有望なのは野球ボールよりもゴルフボール」という新田の助言があったという。
1924年8月には大毎野球団に嘱託で入社。チームに加わり同年9月の満州遠征や1925年、腰本寿、小野三千麿、森秀雄、渡辺大陸、内海寛、高須一雄らと共に、日本の実業団チームとして初めてアメリカ通征に参加した。39試合中、23試合に投手として登板、傍ら最多の18試合で4番を打った。1927年、都市対抗野球大会創設を受け石井順一らとクラブチーム・東京倶楽部（全東京）を結成。初期のエースとして毎年都市対抗野球に出場。この頃は緩急自在のカーブとシュートを武器とする頭脳的投球を得意としたが、腰本が1931年に書いた「私の野球」（三省堂）という著書の中に、-曲球の投げ方と種類-という項目があって、スピットボール（不正投球の一種）を紹介した件に、「スピットボールは現行野球規則の於ては禁止されて終ひ、現在この球を投げる投手だけには特別に之を使用しても構わない特別許可令が出て居るが、早晩この球は球界から影を沒するに至るであらう。日本に於ては舊慶應の新田投手が唯一のスピット＝ボール投手としてその威力を發揮してゐたが、現在では東京の六大學リーグ戦でもこれを禁止してゐる」と書いている。「スピット＝ボールを投げる場合は次指と中指に充分唾液をつけて～」と詳しく投げ方なども書かれているが、腰本の記述からすると、スピット＝ボールは、日本球界では1920年代後半に禁止されたが、それまで投げていた新田などには、その後も特別に投げることが許可されていたものらしい。竹中半平著『背番号への愛着』には「日本では最後であり唯一であったかも知れぬスピット＝ボール投手」と記述されている。
1928年の第2回都市対抗では3試合に先発、チームを決勝に導く。決勝では後に巨人で同僚のコーチとなる大連実業団の谷口五郎（岩瀬五郎）と投げあい0-1で敗れ準優勝投手となった。この後チームに六大学の花形選手が続々入部。特に1931年、宮武三郎が入部したため第4回、第5回大会の史上初の二連覇時には出場は無かったが、尾上菊五郎 (6代目)の草野球チームにも助っ人として参加した。
日本ゴルフ史にも登場するゴルフの名選手としても知られ1931年、第24回日本アマチュアゴルフ選手権（マッチプレー）で優勝しアマチュア日本一になった（注・日本のプロゴルフはまだ黎明期で、プロはアマに歯が立たなかった）。当時のゴルフ界はベテラン選手の舞台だったため、新しいエポックとして注目の的となる。その後も上位進出し1935年、第28回大会でも準優勝（三回戦・新田1up赤星四郎、決勝・鍋島直泰12-11新田）。また戦後、佐賀県唐津市の「唐津ゴルフ倶楽部・馬場野コース」に新しく建設された18ホールの設計も行っている。

### プロ野球監督・コーチ
長年野球選手として鍛えた勘の鋭さと、理論的な研究法はこの後、下半身先行のダウンスイングを理論的根拠とした新田理論（後述）の提唱に至る。野球の動作について初めて本格的に研究した人物が新田と言われる、新田の指導を受けた最初の野球選手が小鶴誠で、小鶴は1949年に首位打者、1950年には161打点、143得点、376塁打という記録を打ち立てた。新田が元ゴルファーであったこともあり、小鶴の打法は「ゴルフ・スイング」と呼ばれ当時の流行語になった。他に"新田式打法"とも"近代打法"ともいわれ近藤唯之は、これを"合理的打法"として、この理論ほど完成された理論はないと評価している。反面、小鶴や、同様に新田理論を取り入れた三村勲も一時好成績を上げたが腰を痛め選手寿命を縮めた。
プロ野球が二リーグに分裂した1950年、松竹のキャンプに臨時コーチとして招かれる。松竹はこの年、水爆打線を擁し記録的な勝数でセントラル・リーグ優勝を果たした。同年、女子プロ野球の指導も行う。同年オフには小西得郎の辞任で1951年、同チーム監督に就任。小西と新田は「野球時代」（野球時代社、1948年-1949年）という雑誌の編集で知り合いであった。理論派ではあったが、監督としては不適格であったとされ、大島信雄・岩本義行を除いた他の選手には背を向かれて、チームは次第に弱体化し同年4位に終わる。1952年は投打とも振るわず最下位に沈み、更に勝率.288と3割を下回ってリーグの処罰の対象となったことと、球団に出資していた繊維商社の田村駒が経営悪化で撤退したことから、1953年に大洋と合併し球団は消滅。完全試合の"惜しい"エピソードとして有名な1952年6月15日、巨人の別所毅彦に9回2死まで抑えられたが、投手の打順で「ピッチャーよりはマシじゃろ」とブルペン捕手の神崎安隆を代打に送り別所の夢を砕いた。1953年は合併した大洋の二軍監督を務めた。巨人が初めてコーチ制を採用した1954年、読売新聞・安田庄司副社長に招かれて三宅大輔ヘッドコーチと共に巨人軍二軍コーチに就任。いずれも水原茂監督より先輩で、水原がリーダーシップを執れるか懸念された。
1年間のみイースタン・リーグ戦が行われた1955年には二軍監督として指揮を執る。1956年には技術顧問、1957年には再び二軍監督を務めた。ゴルフを通じて親しくなった品川主計球団代表は、新田の野球理論の解明に心打たれた、と言われ1957年オフの騒動、通称"水原あやまれ事件"の切っ掛けとなり、川上哲治監督誕生を引き起こしたとされる。『理論を平明に説いてエネルギーの消耗を防ぐことこそ近代野球』とする新田理論には品川、千葉茂が賛同、『若い者は甘やかすと駄目。鍛錬また鍛錬だ。そこに名手が生まれる』とする水原の考えには、藤本英雄、内堀保らが同調して対立した。1958年から1959年まで二軍ヘッドコーチを務め、1960年には千葉が監督を務める近鉄にヘッドコーチとして移籍し、技術顧問となった1961年退団。1976年シーズン途中からはヤクルトでアドバイザー を務め、ユニフォームを着ず、東京地区でのゲームを観戦しながら選手にアドバイス。週に1、2回も神宮の室内練習場に現れて、一部の選手に打撃を指導。特に船田和英が熱心に教わり、バットが体に巻きつくようなスイングに変わった。いわゆるインサイドアウトのスイングを自分のものにした船田は同年に3割を打ち、長打力も上がるなどいきなり打撃が向上し、同年にはカムバック賞を受賞。初優勝した1978年には広岡達朗監督の要請で臨時コーチを務めた。

### その後
ゴルフは晩年まで続けた。子供の頃から極端に非力だった後藤修は、どうしてもプロ野球選手になりたくて雑誌で住所の分かった多くの理論家に質問の手紙を送ったが、唯一返事をくれたのが新田でこれが縁で、新田が松竹監督に就任した1952年プロ入りした。後藤は新田門下生の俊英として、プロ野球引退後ゴルファーとなり新田理論を取り入れ指導法を追求。自身ゴルフ選手としても大成できなかったが、指導者となってジャンボ尾崎、中島常幸、鈴木亨らを指導したのは有名である。彼らのスイングの根幹を作ったのは「新田理論」である。後藤は新田を"球仙"と呼ぶべき人、理論の深さと鋭さは"桁外れの日本一"、新田理論の優秀さで洗礼された者は、他のプロ野球人の技術論がバカバカしいほどレベルが低く思えて付き合いきれない。ただ、そのスウィング論を完全に実現してみせた実例＝成功者がいない、その理論があまりにも時代に先行していたこと、野球・ゴルフの二つの世界に足をかけていたがために、どちらからも部外者扱いを受ける羽目になり、不遇の晩年を余儀なくされた、新田理論が"徳川時代の隠れキリシタン"のようにタブー視され始めたのは、新田が巨人コーチ時代に水原監督、川上助監督と技術論でケンカして敗退してからなどと話している。土屋弘光も高校生の時、新田に打撃フォームの連続写真などを郵送し指導を仰いだという。大洋、横浜、ヤクルトスワローズ、読売ジャイアンツ、千葉ロッテマリーンズで、2013年現在、計33年間投手コーチを務める小谷正勝は、『新田理論』を「私と非常に近い考え方」と称賛し『新田理論』を著書の冒頭で紹介している。
新田の自宅はかつては熱海にあり、安部譲二は子供の頃、熱海に疎開し、たまたま新田と同じ町内だったため、新田に野球を教えてもらったという。これが縁で成人した安部が安藤組でチンピラ兼アマチュア野球チームにいたおり、安部の母が「プロ野球選手になれたらヤクザをやめてもいい」と言った息子の話を真に受け、足を洗って欲しいと新田から辿って新田の慶応野球部の後輩・別当薫に安部を紹介したことがあると話している。
晩年の新田は横浜の古びた団地に住んでいたといわれる。
著書に『最新撞球術、誠文堂、1932年』、『野球の科学-バッティング-、谷一郎共著、岩波書店、1951年』がある。新田は野球の動作について初めて本格的に研究した人物といわれ、『野球の科学～』は野球を科学的に分析した最初の書物ともいわれる。

## 新田理論
前述のように新田の教え子に故障する選手が多く出た事もあり、野球界もゴルフ界も新田理論の正当な評価をしてこなかったが近年、再評価をする声も出ている。ゴルフダイジェスト社が2000年発行した『ゴルフインタビュー』でも　「もし、新田さんの理論を日本のゴルフ界が謙虚に聞く耳を持っていたなら、日本のゴルフ技術の水準はかなりレベルアップしていたに違いない。じつに彼の20年前の持論が、今日のアメリカの最先端をいく技術論と一致しているのだから。この市井の理論家が、その慧眼のほどに正当な評価を得られなかったことは事実である」と述べられている。この本の新田のインタビュー『新田理論』は以下の通り（抜粋）。

## 詳細情報

### 背番号
- 30 （1951年 - 1952年）
- 50 （1953年）
- 61 （1954年 - 1959年）
- 60 （1960年 - 1961年）